# صبا کرد افشاری
صبا کردافشاری (زادهٔ تیر ۱۳۷۷) فعال مدنی و زندانی سیاسی سابق ایرانی است. وی به دلیل ارتباط با کمپین چهارشنبه‌های سفید، مسیح علی‌نژاد و مخالفت با حجاب اجباری، در خرداد ۱۳۹۸ بازداشت و ابتدا در دادگاه انقلاب به ۲۴ سال زندان محکوم شد در پی اعتراض او به حکم صادر شده در دیوان عالی کشور از اتهام اشاعه فساد و فحشا از طریق کشف حجاب تبرئه و به ۵ سال حبس محکوم شد. کردافشاری بعد از تحمل نزدیک به چهار سال حبس، بهمن ۱۴۰۱ از زندان آزاد شد.

## بازداشت‌ها
صبا کرد افشاری از سال ۱۳۹۶ تا صدور آخرین حکم دوبار بازداشت و زندانی شد.

### ۱۳۹۶
وی سابقاً نیز در جریان اعتراضات سال ۱۳۹۶ روبروی تئاترشهر تهران بازداشت شده بود و بیش از دو ماه و یک هفته را در زندان قرچک ورامین سر کرده بود.

### ۱۳۹۷
وی در جریان اعتراضات مدنی مرداد ماه ۱۳۹۷ تهران در ۱۱ مرداد دستگیر و به زندان محکوم شد. وی در نهایت پس از شش ماه در بهمن ۱۳۹۷ آزادشد.

### ۱۳۹۸
او بار دیگر در منزل پدری خود در ۱۱ خرداد سال ۹۸ توسط نیروهای امنیتی بازداشت و به بازداشتگاه وزرا زندان اوین منتقل شد. مأموران امنیتی اموال خصوصی وی شامل لپ تاپ او را حین بازداشت ضبط کردند. یک روز پس از بازداشت شعبه ۱ بازپرسی دادگاه عمومی و انقلاب ناحیه ۲۱ تهران (دادسرای ارشاد) اتهاماتی چون «اشاعه فساد و فحشا از طریق کشف حجاب و پیاده‌روی بدون حجاب»، «تبلیغ علیه نظام از طریق ارتباط با گروه‌های معاند و طرح (طراحان) براندازی نرم» و «اجتماع و تبانی علیه نظام از طریق ارتباط با رسانه‌های خارجی» را به صبا کردافشاری تفهیم کرد. مدتی پس از تحمل زندان در زندان قرچک در تاریخ ۱۱ تیرماه به بازداشتگاه اطلاعات سپاه در زندان اوین موسوم به بند ۲-الف منتقل گشت و مدت بازداشتش سه ماه دیگر نیز تمدید شد. همین مسئله قرار وثیقه ۵۰۰ میلیون تومانی که پیشتر برای آزادی وی تعیین شده بود را بی اثر کرد.

### دادگاه
جلسه دادگاه کردافشاری دوشنبه ۲۸ مردادماه ۹۸ با انتقال وی با دست‌بند و چشم‌بند به شعبه ۲۶ دادگاه انقلاب تهران به ریاست قاضی ایمان افشاری آغاز شد. انتقال او نه توسط مأمورین زندان که به واسطه مأموران اطلاعات صورت گرفت. چندی پس از برگزاری جلسه دادگاه، به گفته حسین تاج وکیل مدافع صبا کردافشاری به اتهام «تشویق به فساد و فحشا» به ۱۵ سال، به اتهام «اجتماع و تبانی به قصد ارتکاب جرم علیه امنیت کشور» به هفت سال و نیم و به اتهام «فعالیت تبلیغی علیه نظام» به یک سال و نیم زندان محکوم شد. حکم زندان او بابت داشتن سابقه بازداشت قبلی به یک دوم افزایش یافت.
در صورت تأیید این حکم در دادگاه تجدیدنظر، ۱۵ سال از این ۲۴ سال حکم برای کردافشاری، با استناد به ماده ۱۳۴ قانون مجازات اسلامی، یعنی مجازات اشد، ۱۵ سال زندان تعزیری، قابلیت اجرا پیدا می‌کرد. وی سپس به حکم دادگاه تجدیدنظر از اتهام «اشاعه فحشا» که پانزده سال حبس را برای وی به ارمغان آورد تبرئه شد و برپایه سخنان وکیل مدافع خود حسین تاج، حکم او که به موارد دیگری که در پرونده قضایی‌اش داشت، تقلیل یافته پس از تحمل هفت سال و نیم حبس می‌توانست از زندان آزاد شود، اما پنج‌شنبه هشتم خرداد سال ۹۹ خبر داد که دوباره این حکم برای او تأیید گشته، وکیل مدافع صبا کردافشاری در توییتر خود نوشت که صبا از زندان اوین با او تماس گرفته و خبر ابلاغ مجدد حکم پانزده سال حبس خود را به دستور دفتر اجرای احکام قوه قضاییه به وی رسانه است. وکیل مدافع صبا در این خصوص می‌گوید «مفاد دادنامه تجدیدنظر» که براساس ان سحر تبرئه شده بود «تغییر کرده‌است.» مسیح علی‌نژاد در اینباره می‌گوید اطلاعاتی دارد که نشان می‌دهد این تغییر در حکم که به اذعان وکیل مدافع کردافشاری غیرقانونیست توسط اطلاعات سپاه و از طریق «فشار ضابط قضایی» ترتیب داده‌شده.

#### تأیید درخواست اعادهٔ دادرسی در دیوان عالی کشور
خبرگزاری هرانا در تاریخ هفت اردیبهشت ۱۴۰۱ از تأیید درخواست اعادهٔ دادرسی صبا کردافشاری خبر داد. با رای دیوان عالی کشور صبا کردافشاری، از اتهام «اشاعه فساد و فحشا از طریق کشف حجاب و پیاده‌روی بدون حجاب» تبرئه شده و با توجه به ماده ۱۳۴ قانون مجازات اسلامی، تنها مجازات اشد یعنی ۵ سال زندان در خصوص او اجرایی می‌شود.

## بازداشت مادر کردافشاری
چهارشنبه ۱۹ تیر ماه سال ۱۳۹۸ مادر وی راحله احمدی با اتهاماتی چون «تبلیغ علیه نظام»، «همکاری با رسانه‌های معاند» و «تشویق و فراهم نمودن موجبات فساد و فحشا» بازداشت و به زندان قرچک منتقل شد. برخی گزارش‌ها خبر از این داشتند که بازداشت وی با هدف اعمال فشار به صبا کردافشاری بابت اعتراف مقابل دوربین صورت گرفت. به گزارش خبرگزاری هرانا وی پس از چندی با قرار وثیقه ۷۰۰ میلیون تومانی آزاد گشت. راحله احمدی با انتشار ویدیویی از خود خبرداد که مأموران قصد گرفتن اعتراف تلویزیونی از دخترش را داشتند.
راحله احمدی در نهایت به ۴ سال و دو ماه حبس تعزیری محکوم شد که ۳ سال و شش ماه آن بابت اتهام “اجتماع و تبانی علیه امنیت کشور از طریق همکاری با رسانه‌های «معاند» ” برای وی قابلیت اجرا داشت. این حکم نهایتاً با تسلیم به رای احمدی به ۳۱ ماه حبس تعزیری تقلیل یافت و احمدی نهایتاً برای گذراندن دوران حبس خود فراخوانده شد و به زندان رفت.

## برخورد با معترضان به حجاب اجباری
صبا کردافشاری در کنار یاسمن آریانی در ارتباط با کشف حجاب بابت مخالفت با حجاب اجباری به این احکام محکوم شدند. سازمان عفو بین‌الملل گزارش داد که در سال گذشته حداقل ۳۹ نفر در ایران در ارتباط با اعتراض به این مقوله بازداشت شده‌اند. وزارت خارجه ایالات متحده آمریکا بازداشت کردافشاری را محکوم و این بازداشت‌ها را نقص حقوق شهروندی قلمداد کرد.

## امضاء بیانیه ۱۷ نفری در زندان
کردافشاری در دوران بازداشتش در زندان به همراه ۱۷ تن از دیگر زنان زندانی سیاسی اقدام به انتشار بیانیه ای در اعتراض به بازداشت گسترده زنان دارای فرزند کردند و این مسئله را مصداق «جدا کردن مادر از فرزندانشان» قلمداد نمودند. در این بیانیه به اسامی افرادی چون نازنین زاغری و فرنگیس مظلوم مادر سهیل عربی اشاره شده‌است که پیشتر توسط مقامات جمهوری اسلامی بازداشت شده بودند. آن‌ها با اشاره به این مسائل، نظام جمهوری اسلامی ایران را «حاکمیتی زن‌ستیز» توصیف کردند.

## واکنش‌ها
- روز دوشنبه ۱۶ تیر ۱۳۹۹ سازمان عفو بین‌الملل با انتشار فراخوانی خواهان آزادی فوری و بدون قید و شرط صبا کردافشاری، فعال مدنی زندانی شد.[۲۷]